# Yann Genty
Pour les articles homonymes, voir Genty.
Yann Genty, né le 26 décembre 1981 à Enghien-les-Bains, est un handballeur français. Il joue au poste de gardien de but. Avec l'équipe de France, il est champion olympique 2020.

## Biographie

### Enfance et formation
Yann Genty débute le handball au sein du club de Saint-Gratien à l'âge de quatre ans et demi. À l'adolescence, alors qu'il évolue aux postes d'ailier gauche ou droit, le gardien de but de l'équipe, Érik Boisse, décide de se consacrer pleinement à l'escrime et deviendra champion olympique d'épée par équipe en 2004. Yann Genty passe alors dans les cages. 

### Débuts au haut niveau
En 2001, Yann Genty quitte son club formateur pour le Real Villepinte Vert Galant, où il passe cinq saisons.
Alors que le club dyonisien retrouve la Division 2 en 2006 et fusionne avec le Livry-Gargan handball pour former le Livry-Villepinte 93, Yann Genty prend la direction du Billère Handball qui évolue aussi en Division 2 où il passe deux saisons.

### Découverte de la D1
En 2008, il est recruté par Jérémy Roussel et Raphaël Geslan à l'Aurillac HB CA qui vient d'accéder à la D1. Il se révèle alors au point d'être nommé pour le titre de meilleur gardien du championnat 2009-2010. Mais à l'issue de la saison, le club auvergnat est placé en liquidation judiciaire et Genty quitte le club.
Il prend alors la direction du Istres Ouest Provence Handball en 2010 où il remplace Vincent Gérard, parti à Dunkerque. Au bout de deux saisons, le club est relégué en D2 et Genty prend la direction du Cesson Rennes Métropole Handball. 

### Confirmation à Chambéry
Avide de progression, Yann Genty finit par signer en 2014 au Chambéry Savoie Handball, club habitué aux premières places en championnat. Sa première saison avec le club savoyard est réussie. Genty termine meilleur portier au nombre total d'arrêts et nombre d'arrêts par match. Ses performances sont reconnues par ses pairs puisqu'il est élu meilleur gardien du championnat 2014-2015. À l'issue de cette première saison, le club se qualifie pour la Coupe de l'EHF 2015-2016 et Genty joue ses premiers matchs en coupe d'Europe.

### Vers le très haut niveau
Le 24 mai 2019, à 37 ans, il est pour la première fois convoqué en équipe de France pour les deux derniers matchs de qualification à l'Euro 2020. A 37 ans, tout vient à point pour qui sait attendre une consécration tardive. Le lendemain, il remporte son premier trophée, la Coupe de France. Puis, le 30 mai, il est élu pour la deuxième fois meilleur gardien de but du championnat de France. Enfin, en juillet 2019, sa signature au Paris Saint-Germain à compter de l'intersaison 2020 est annoncée.
En janvier 2020, il participe à sa première compétition internationale avec les Bleus à l'occasion du Championnat d'Europe 2020. Formant la paire avec Vincent Gérard, il ne peut empêcher la défaite de la France face au Portugal lors du premier match. Pire, il se blesse à la fin du match et est contraint de laisser sa place à Wesley Pardin pour la suite de la compétition. Au Championnat du monde 2021, c'est exactement l'inverse qui se produit : troisième gardien de l'équipe de France, c'est cette fois Wesley Pardin qui se blesse gravement lors du troisième match et Genty redevient le n°2 derrière Vincent Gérard. S'il ne cumule que 12 arrêts à 24% et 1 h 14 min 56 s de jeu, il contribue au bon parcours de la France qui atteint les demi-finales pour finir au pied du podium.
Il est ensuite retenu par Guillaume Gille pour participer au TQO puis aux Jeux olympiques de 2020. S'il a un temps de jeu limité derrière un Vincent Gérard qui sera élu meilleur gardien de la compétition, il rentre à la 55e minute de la finale pour un troisième jet de 7m face à Mikkel Hansen alors que le score est de 23-21 : Genty reste sur sa ligne, stoppe le tir d'Hansen et contribue ainsi à la médaille d'or olympique remportée par les Bleus. Trois semaines plus tard, alors qu'il va avoir 40 ans en décembre, il annonce mettre un terme à sa carrière internationale.

### Fin de carrière
Après sa seconde saison au Paris Saint-Germain ponctuée d'un second titre de Champion de France et d'une troisième Coupe de France, Genty rejoint en 2022 le Limoges Handball puis en 2023 le Saran Loiret Handball, deux clubs moins huppés du Championnat de France. À la fin de la saison 2023/2024, et alors qu'il comptait prendre sa retraire sportive, il signe finalement avec le club grec de l'AEK Athènes.

## Palmarès

### En club
Compétitions nationales
- Championnat de France
  - Vainqueur (2) : 2021, 2022
  - Troisième (1) : 2019
- Coupe de France
  - Vainqueur (3) : 2019, 2021, 2022

Compétitions internationales
- Ligue des champions
  - Troisième en 2020[11] et 2021
- Coupe de l'EHF
  - Demi-finaliste (1) : 2016

### En équipe nationale
- 14e place au Championnat d'Europe 2020
- 4e place au Championnat du monde 2021
- Médaille d'or aux Jeux olympiques de 2020 à Tokyo

### Distinctions individuelles
- Élu meilleur gardien de but du championnat de France en 2015 et 2019 ; nommé en 2010
- Meilleur gardien de but du championnat de France (nombre d'arrêts et nombre d'arrêts par match) en 2015

## Décorations
- Chevalier de la Légion d'honneur (2021)[12]

## Galerie

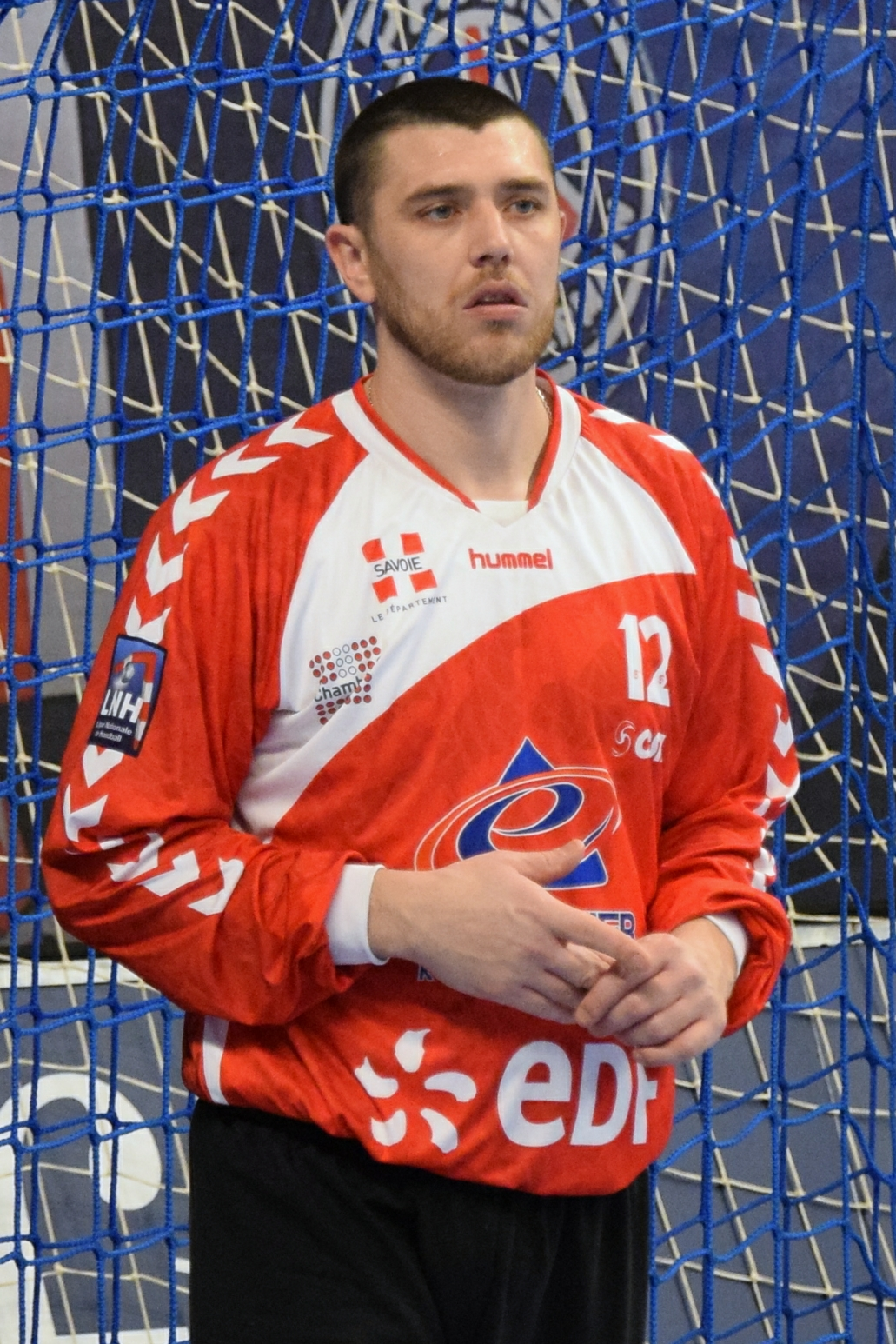
Dans ses cages, le 18 février 2015.
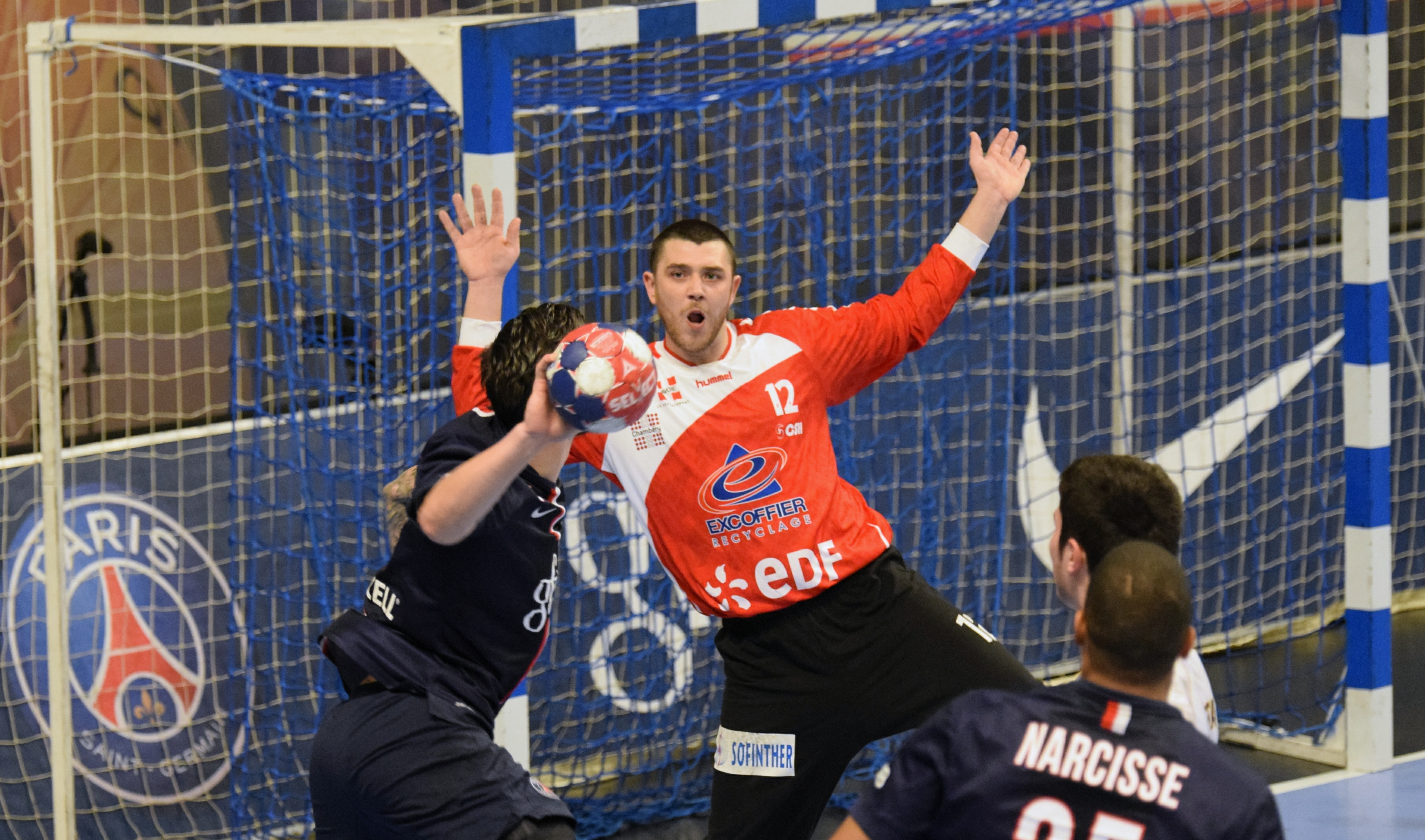
À la parade face à Samuel Honrubia, le 18 février 2015.
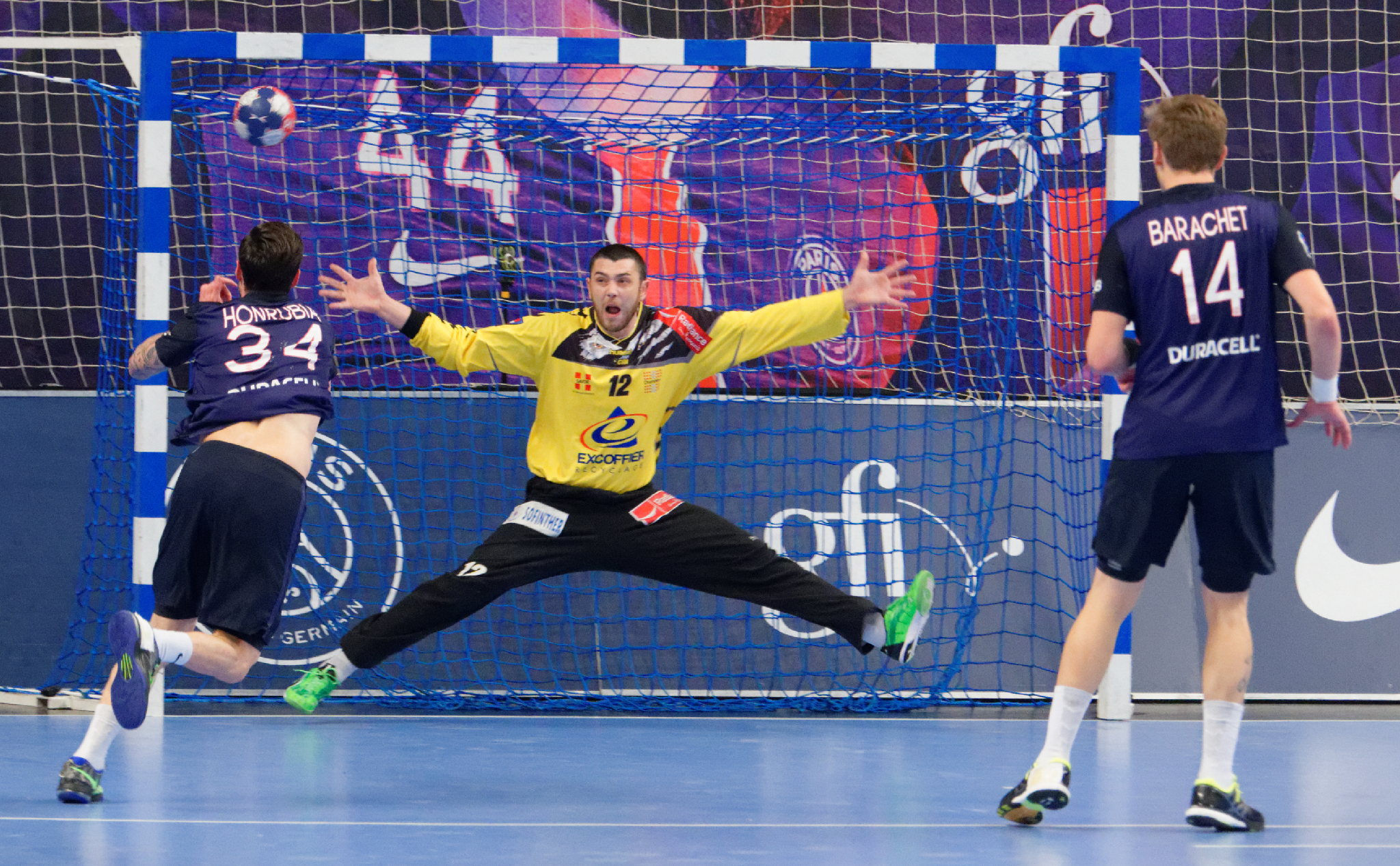
Encaissant un but de Samuel Honrubia, le 9 octobre 2015.
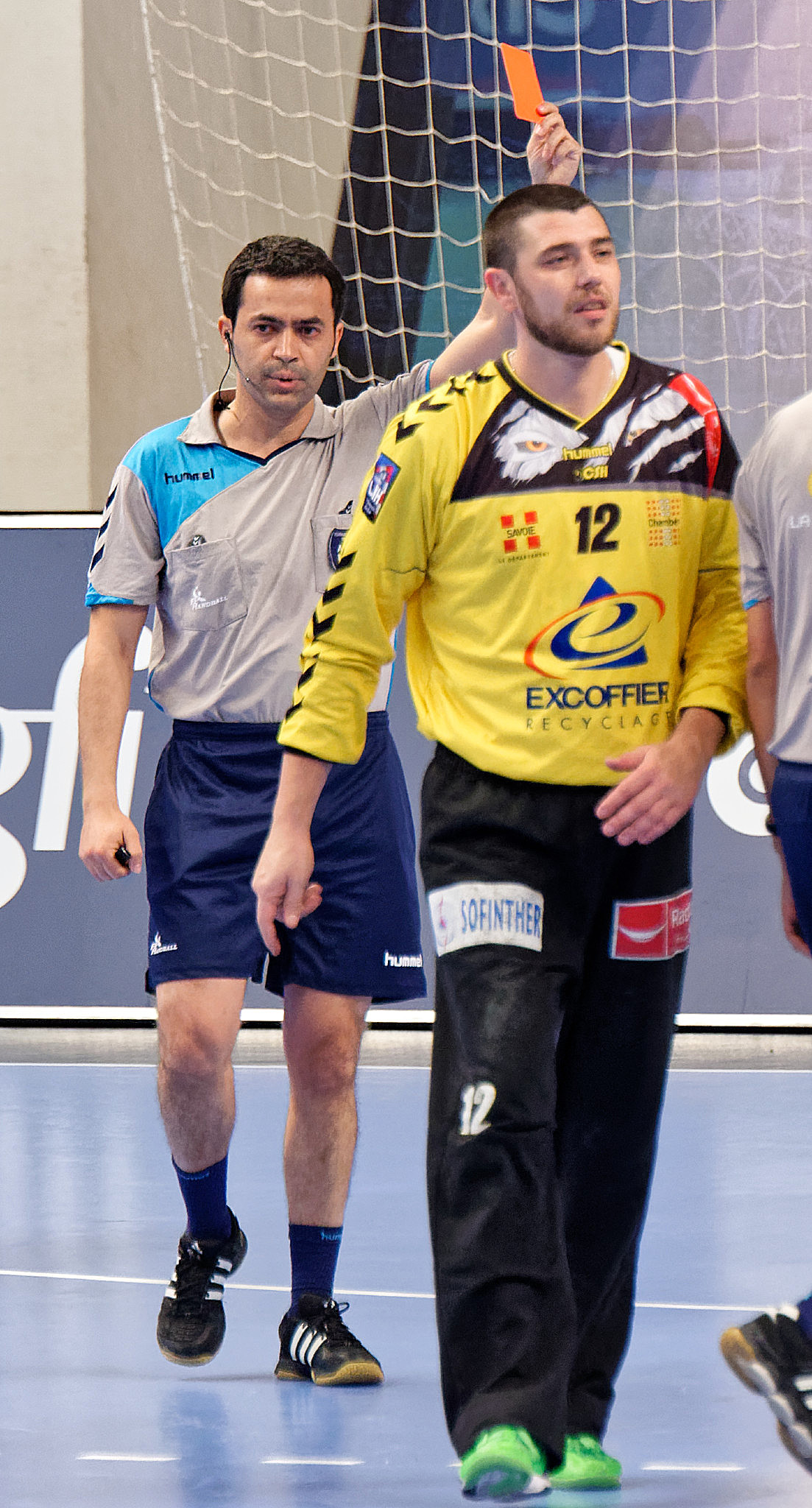
Exclusion après un contact hors de sa zone.